# برگا
برگا (به اسپانیایی: Berga) یک شهرستان و شهرک در اسپانیا است که در Berguedà واقع شده‌است.

## خصوصیات
برگا ۲۲٫۵۶ کیلومترمربع مساحت و ۱۷٬۱۶۰ نفر جمعیت دارد و ۷۰۴ متر بالاتر از سطح دریا واقع شده‌است.